# Palau d'Udaipur
El Palau d'Udaipur és el palau del Rânâ a la vora del llac Pichola, a Udaipur (Rajasthan), l'Índia. La seva part més antiga és el Raj Aangan, la cort reial que data de 1571. Regularment ampliat en el transcurs del temps, és un encadenament laberíntic de palaus: Manak Mahal, el palau de robí, Zenana Mahal, el palau de les dones, Dilkusha Mahal, el palau de l'alegria, Chini Chitrashala, el saló xinès enrajolat de faiances xineses i holandeses, Moti Mahal, el palau de les perles, Sheesh Mahal, el palau dels miralls. Una part ha estat condicionada com a hotel, mentre que la resta s'ha convertit en museu.